# Таджикский театр оперы и балета
Таджикский государственный академический театр оперы и балета имени Садриддина Айни — ведущий музыкальный театр Таджикистана.
Театр основан в Душанбе в 1936 году. Назван в честь основоположника таджикской литературы — Садриддина Айни.

## История
Театр создан в 1936 году как Таджикский музыкальный театр. Первый коллектив театра составили молодые исполнители, в большинстве своём не имевшие профессионального образования. 16 октября 1939 года состоялась премьера первой таджикской оперы «Восстание Восе» композитора Сергея Баласаняна на либретто Абдусалома Дехоти и Мирзо Турзун-Заде, за которую артисты удостоились наград правительства Таджикской ССР, а театр в 1940 году решением Президиума Верховного Совета республики был переименован в Государственный театр оперы и балета. В конце 1930-х годов главной улице Душанбе началось возведение нового здания театра, выполненного в классическом стиле с элементами национального орнамента. Архитекторами выступили А. Юнгер, Д. Билибин, В. Голли, М. Захаров.
В апреле 1941 года, в рамках Декады таджикской литературы и искусства, театр выступил с постановкой «Восстания Восе» перед московскими зрителями, которые дали ей высокую оценку. Помимо этого, столичная публика увидела и другие национальные музыкальные произведения: оперу «Кузнец Кова» Сергея Баласаняна и Шарифа Бобокалонова, балет «Две розы» Александра Ленского, музыкальное представление «Лола» Сергея Баласаняна и Самуила Урбаха. За свою работу коллектив театра был награждён высшим орденом СССР — орденом Ленина.
Театр не прекращал деятельность во время Великой Отечественной войны, поставив с 1941 по 1945 годы несколько музыкальных спектаклей, включая оперу «Тахир и Зухра». В 1944 году театр начинает ставить классические произведения русских, западно-европейских и советских композиторов: оперы «Евгений Онегин», «Запорожец за Дунаем», «Кармен», «Риголетто», «Кето и Котэ»; балеты «Лебединое озеро», «Дон Кихот», «Бахчисарайский фонтан», «Золушка», «Тропою грома», оперетты «Цыганский барон», «Летучая мышь», «Сильва», «Марица», «Севастопольский вальс». В 1947 году балетная труппа ставит «Лейли и Меджнун», балет Сергея Баласаняна, получивший в 1949 году Сталинскую премию. В послевоенные годы в труппу театра вливаются профессиональные исполнители, окончившие Московскую и Ташкентскую консерватории и Ленинградское хореографическое училище.
В 1954 году театру присвоено имя таджикского писателя Садриддина Айни. В 1957 году театр участвует во второй Декаде таджикской литературы и искусства, в рамках которой представляет оперу выпускника Московской консерватории Шарофиддина Сайфиддинова «Пулат и Гулру». В 1960 году состоялась первая постановка оперы «Комде и Мадан» Зиядулло Шахиди, творчески переработавшего в своей музыке таджикские народные мотивы. Это произведение остаётся в репертуаре до настоящего времени.
В 1971 году театр удостоен звания академического. В эти годы театр обращается к современной и революционной тематике, появляются оперы Якуба Сабзанова «Возвращение» (1967), балет Юрия Тер-Осипова «Сын родины» (1967), героическая опера Саида Хамраева «Легенда о Шераке» (1970), оперы Дамира Дустмухамедова «Проклятый народом» (1973) и «Солдаты народа» (1984), опера Зиядулло Шахиди по роману по роману Садриддина Айни «Рабы» (1981). Одновременно ставятся спектакли для детей: балет Юрия Тер-Осипова «Малыш и Карлсон» (1977), опера Фаттоха Одина «Коза с кудрявыми ножками», опера Дамира Дустмухамедова «Зайчихин дом», оперы Толиба Шахиди «Волшебные яблоки», «Красавица и чудовище», «Калиф-аист», опера Амирбека Мусаева «Лесная сказка».
Развитию театра в разное время способствовали:
- дирижёры — Э. Д. Айрапетянц, Д. Э. Далгат, Л. Г. Кауфман, Л. Я. Левин;
- режиссёры — А. Н. Бакалейников, Р. А. Корох, А. А. Макаровский, Б. М. Мартов, Ш. Низомов, В. Я. Рейнбах, С. Саидмурадов;
- балетмейстеры — Г. Валамат-заде, К. Я. Голейзовский, А. И. Проценко, Л. А. Серебровская,
- художники — М. Л. Ушац, З. Сабиров, Р. Сафаров, В. С. Суслов, В. И. Фуфыгин, Е. Г. Чемодуров.

После обретения Таджикистаном независимости театр продолжает развивать тему национальной культуры, обращаясь к более поздним периодам истории Таджикистана. Так, в 1999 году состоялась постановка исторической оперы «Амир Исмоил» Толиба Шахиди на либретто Нура Табарова и Низома Косима, посвящённая 1100-летию Государства Саманидов.

## Избранные постановки

### Национальные оперы
- «Восстание Восе» (1939)
- «Кузнец Кова» («Знамя кузнеца») (1941)
- «Тахир и Зухра» (1944)
- «Невеста» (1946)
- «Бахтиор и Ниссо» (1954)
- «Пулат и Гульру» (1957)
- «Комде и Мадан» (1960)
- «Знатный жених» (1961)
- «Возвращение» (1967)
- «Шерак» («Легенда о Шераке») (1970)
- «Проклятый народом» (1973)
- «Рудаки» (1976)
- «Айни» (1978)
- «Рабы» (1981)
- «Солдаты народа» (1984)
- «Золотой кишлак»
- «Хранитель огня»
- «Рустам и Сухраб»
- «Амир Исмоил» (1999)

### Национальные балеты
- «Две розы» («Два цветка») (1941)
- «Лейли и Меджнун» (1947)
- «Дильбар» (1954)
- «Голубой ковёр» (1958)
- «Горная легенда» (1964)
- «Сын родины» (1967)
- «Любовь и меч» («Тимур Малик») (1972)
- «Смерть ростовщика» (1978)
- «Память сердца»
- «Юсуф и Зулейха»

### Другие произведения
- «Лола» (музыкальное представление, 1941)
- «Зов далей» (оратория)
- «Лейли и Меджнун» (фильм-балет, 1959)